# Funiculaire Lugano-Ville – Lugano-Gare
Le funiculaire Lugano-Ville – Lugano-Gare (funicolare Lugano–Stazione FFS en italien) est un funiculaire qui relie le centre-ville de Lugano, sur la rive du lac de Lugano, à la gare CFF de Lugano, située sur une colline attenante à la ville.
Le funiculaire, appelé Sassellina, fut mis en service en 1886 afin de faciliter l'accès à la gare, ouverte quatre années auparavant. Au début, il fonctionnait comme funiculaire à contrepoids d'eau, puis en 1955, l'entraînement fut électrique. Une importante rénovation a été réalisée entre 2014 et 2016.